# Boca Raton Bowl 2014
Match suivant
Le Boca Raton Bowl de 2014 est un match annuel d'après-saison régulière de football américain et de niveau universitaire qui se déroule à Boca Raton en Floride au FAU Stadium (stade de l'université Atlantique de Floride). Il s'agit de la 1re édition du Boca Raton Bowl.
Le champion de la MAC, les  Huskies de Northern Illinois est opposée au champion de la C-USA, le Thundering Herd de Marshall. 
Le match commence à 06:02 p.m. EasternTime et est télévisé par ESPN.
Aucun sponsor n'a acquis les droits du nom du bowl pour l'édition de 2014.

## Présentation du match
Le match met en présence le Thundering Herd de Marshall aux Huskies de Northern Illinois.
| Équipes                      | Conférences | Entraîneurs         | Stats. saison rég. |
| ---------------------------- | ----------- | ------------------- | ------------------ |
| Thundering Herd de Marshall  | C USA       | John "Doc" Holliday | 12-1               |
| Huskies de Northern Illinois | MAC         | Rod Carey           | 11-2               |

Il s'agit de la 8e rencontre entre ces deux équipes, Northern Illinois menant 4 victoires à 3. Le dernier match entre ces équipes s'était joué en 2001.
Le Thundering Herd de Marshall termine la saison régulière avec une fiche de 12 victoires pour une seule défaite et est sacré champion de la Conference USA pour la première fois de son histoire. C'est leur 2e participation à un bowl en Floride après le Beef 'O' Brady's Bowl de 2011 que l'équipe avait gagnée contre les Panthers de FIU 20 à 10.
Les Huskies de Northern Illinois terminent également la saison régulière avec une fiche de 12 victoires pour une seule défaite et sont sacrés champions de la MAC après leur victoire contre les Falcons de Bowling Green sur le score de 51 à 17. C'est leur 2e participation à un bowl en Floride du Sud après l'Orange Bowl de 2013 qu'ils perdent contre les Seminoles de Florida State sur le score de 31 à 10.

## Résumé du match
| ÉVOLUTION DU SCORE du BOCA RATON BOWL 2014 |                              |                              |                              |                              |                              | |       |       |
| QT                                         | Temps                        | Drive                        | Drive                        | Drive                        | Equipe                       | Description de l'action | Score | Score |
|                                            |                              | Jeux                         | Yards                        | TDP                          |                              | | NYG   | NYJ   |
| 1                                          | 07:33                        | 7                            | 67                           | 02:17                        | NIU                          | TD par WR Juwan Brescacin à la suite d'une réception d'une passe 19 yards de QB Drew Hare + 1 pt de conversion par kicker Christian Hagan | 0     | 7     |
| 1                                          | 07:19                        |                              |                              |                              | MRSH                         | TD à la suite d'un retour de Kickoff de 93 yards par WR Deandre Reaves + 1 pt de conversion par kicker Justin Haig                        | 7     | 7     |
| 1                                          | 03:42                        | 5                            | 42                           | 02:12                        | MRSH                         | TD par QB Rakeem Cato à la suite d'une course de 5 yards + 1 pt de conversion par kicker Haig                                             | 14    | 7     |
| 2                                          | 11:51                        | 9                            | 69                           | 02:41                        | MRSH                         | FG de 28 yards par kicker Justin Haig | 17    | 7     |
| 2                                          | 07:31                        | 10                           | 64                           | 04:20                        | NIU                          | FG de 19 yards par kicker Christian Hagan                                                                                                 | 17    | 10    |
| 2                                          | 05:29                        | 6                            | 65                           | 02:02                        | MRSH                         | TD par RB Devon Johnson à la suite d'une course de 2 yards + 1 pt de conversion par kicker Justin Haig                                    | 24    | 10    |
| 2                                          | 00:07                        | 8                            | 49                           | 01:39                        | NIU                          | FG de 30 yards par kicker Christian Hagan                                                                                                 | 24    | 13    |
| 3                                          | 06:39                        | 9                            | 56                           | 04:10                        | MRSH                         | TD par WR Tommy Shuler à la suite d'une réception d'une passe de 6 yards de QB Rakeem Cato + 1 pt de conversion par kicker Haig           | 31    | 13    |
| 3                                          | 04:50                        | 8                            | 75                           | 01:49                        | NIU                          | TD par RB Cameron Stingily à la suite d'une course de 24 yards + 1 pt de conversion par kicker Hagan                                      | 31    | 20    |
| 3                                          | 02:06                        | 11                           | 68                           | 02:44                        | MRSH                         | TD par WR Angelo Jean-Louis à la suite d'une réception d'une passe de 11 yards de QB Rakeem Cato + 1 pt de conversion par kicker Haig     | 38    | 20    |
| 4                                          | 11:48                        | 9                            | 70                           | 03:51                        | MRSH                         | TD par TE Deon-Tay McManus à la suite d'une réception d'une passe de 27 yards de QB Rakeem Cato + 1 pt de conversion par kicker Haig      | 45    | 20    |
| 4                                          | 08:39                        | 10                           | 65                           | 03:09                        | NIU                          | FG de 31 yards par kicker Christian Hagan                                                                                                 | 45    | 23    |
| 4                                          | 04:10                        | 8                            | 41                           | 04:29                        | MRSH                         | TD par QB Rakeem Cato à la suite d'une course de 4 yards + 1 pt de conversion par kicker Haig                                             | 52    | 23    |
| "TDP" = temps de possession.               | "TDP" = temps de possession. | "TDP" = temps de possession. | "TDP" = temps de possession. | "TDP" = temps de possession. | "TDP" = temps de possession. | "TDP" = temps de possession. | 52    | 23    |

### Statistiques individuelles
| Meilleur Joueur (MVP) | Meilleur Joueur (MVP)       | Meilleur Joueur (MVP) |
| --------------------- | --------------------------- | --------------------- |
| Nom                   | Équipe                      | Poste                 |
| Rakeem Cato           | Thundering Herd de Marshall | QB                    |

| Quaterbacks         |                 |                             |
| NIU                 | Drew Hare       | 15/27, 225 yards, 1 TD      |
| MRSH                | Rakeem Cato     | 25/37, 281 yards, 3 TDs     |
| Meilleurs coureurs  |                 |                             |
| NIU                 | Joel Bouagnon   | 13 portées, 82 yards        |
| MRSH                | Devon Johnson   | 15 portées, 131 yards, 1 TD |
| Meilleurs receveurs |                 |                             |
| NIU                 | Da'Ron Brown    | 4 réc., 63 yards            |
| MRSH                | Tommy Shuler    | 18 réc., 185 yards, 1 TD    |
| Meilleurs tackleurs |                 |                             |
| NIU                 | Letman, Taj     | 9 tackles, 2 assistes       |
| MRSH                | Durante, Dechan | 8 tackles, 1 assiste        |

### Statistiques des Équipes
| Statistiques                           | MARSHALL              | NIU                   |
| 1er downs                              | 28                    | 25                    |
| Conversion de 3e Down                  | 9/14                  | 7/18                  |
| Conversion de 4e Down                  | 1/1                   | 0/1                   |
| Jeux–yards                             | 75 jeux, 505 yards    | 78 jeux, 425 yards    |
| Yards à la course                      | 38 portées, 224 yards | 50 portées, 200 yards |
| Yards à la passe                       | 281 yards             | 225 yards             |
| Passes : Réussies-Tentées-Interceptées | 25/37, 0 int.         | 15/28, 0 int.         |
| Réussite en zone rouge/chances         | 6/6                   | 4/5                   |
| TD                                     | 7                     | 2                     |
| Field Goals                            | 1/1                   | 3/4                   |
| Sacks                                  | 3                     | 2                     |
| Fumbles (Nombre/Perdus)                | 0/0                   | 0/0                   |
| Pénalités (Nombre/Yards perdus)        | 6-60 yards            | 4-41 yards            |
| Temps de possession                    | 29:18                 | 30:42                 |